# Eduardo Paes
Eduardo da Costa Paes GOMA (Rio de Janeiro, 14 de novembro de 1969)  é um bacharel em direito e político brasileiro, filiado ao PSD.  É o atual Prefeito do Rio de Janeiro desde 2021, cargo que ocupou anteriormente de 2009 a 2017. 
Filho de pai advogado e mãe professora, Eduardo Paes é bacharel em direito pela Pontifícia Universidade Católica do Rio de Janeiro (PUC-Rio), com especialização em Políticas Públicas e Governo pela Universidade Federal do Rio de Janeiro (UFRJ). Durante a juventude, fez figuração em novelas da TV Globo. Iniciou sua carreira política no início dos anos 90 como integrante da Juventude Cesar Maia, e logo depois foi nomeado subprefeito da Barra e Jacarepaguá, bairros da Zona Oeste do Rio de Janeiro, pelo então prefeito Cesar Maia, seu padrinho político à época. Foi filiado ao Partido Verde (PV) de 1994 a 1995.
Nas eleições municipais de 1996 foi eleito vereador pelo Partido da Frente Liberal com a maior votação obtida por um candidato ao cargo no Brasil, 82 418 votos. Em 1998, elege-se deputado federal com 117 164 votos. Troca de partido em 1999, filiando-se ao Partido Trabalhista Brasileiro (PTB), onde continua até 2001, quando retorna ao PFL. Em 2001, foi nomeado Secretário do Meio Ambiente da cidade do Rio de Janeiro durante a gestão Cesar Maia, com quem rompeu politicamente um ano depois. Após ser reeleito deputado federal em 2002 com 186 221 votos, filia-se ao Partido da Social Democracia Brasileira (PSDB) em novembro de 2003.
Concorreu ao governo do Estado em 2006, conquistando pouco mais de 5% dos votos. Declarou apoio ao peemedebista Sérgio Cabral Filho no segundo turno, que venceu a eleição e o indicou para a Secretaria de Turismo, Esporte e Lazer. Em outubro de 2007, a convite do governador, deixa o PSDB e filia-se ao PMDB para ser candidato a prefeito do Rio de Janeiro em 2008. Com resistências internas, iniciadas ainda em sua filiação, foi oficializado candidato a prefeito após vencer Marcelo Itagiba na Convenção Municipal do PMDB. Em uma disputa acirrada, acaba sendo eleito no segundo turno com 50,8% dos votos válidos, derrotando Fernando Gabeira (PV).
Em 2012, reelegeu-se no primeiro turno com 64% dos votos e se confirmou como o prefeito da cidade para a realização dos Jogos Olímpicos Rio-2016 e Jogos Paralímpicos Rio-2016. Neste período, a cidade passou por profundas transformações, como a criação de vias e corredores expressos para o BRT e a implosão do Elevado da Perimetral, para criação da região do Porto Maravilha.
Durante seu segundo mandato como prefeito do Rio, Eduardo Paes foi eleito presidente do Grupo de Grandes Cidades para Liderança do Clima (C40), o Cities Climate Leadership Group. Em dezembro de 2016, encerrou o segundo mandato e foi sucedido no governo da cidade por Marcelo Crivella. Nas eleições de 2018, Paes foi candidato ao governo do estado do Rio de Janeiro, mas foi derrotado por Wilson Witzel, que sofreu impeachment em 30 de abril de 2021, por improbidade administrativa.
Três anos após o fim do seu segundo mandato, Paes decide concorrer novamente à Prefeitura do Rio de Janeiro na eleição de 2020, então pelo DEM. No segundo turno, Paes venceu o então prefeito Marcelo Crivella com 64.07% dos votos (1 629 319 votos), conquistando assim um terceiro mandato no comando da capital fluminense. Paes tomou posse em 1º de janeiro de 2021, sucedendo Jorge Miguel Felipe, que assumiu a Prefeitura interinamente após a justiça decretar a prisão e o afastamento do titular Marcelo Crivella em 22 de dezembro de 2020.
Em 2024, Eduardo Paes concorreu à reeleição à Prefeitura do Rio e venceu no primeiro turno, com 60,47% dos votos válidos, derrotando o candidato e afilhado político de Jair Bolsonaro, Alexandre Ramagem. Paes foi o sétimo prefeito com maior percentual de votos no Brasil (60,47%), e se tornou o único a vencer por quatro vezes no Rio de Janeiro. No dia 2 de janeiro de 2025, ele ultrapassou César Maia como o prefeito mais longevo da história da cidade, completando 4.384 dias no cargo.
É casado com Cristine Assed Paes, com quem tem dois filhos, Isabela e Bernardo.

## Infância e formação
Eduardo da Costa Paes nasceu e foi criado no Jardim Botânico, na Zona Sul do Rio de Janeiro. Na juventude, mudou-se com os pais para o bairro de São Conrado, também na zona sul da cidade. Formou-se em Direito pela Pontifícia Universidade Católica do Rio de Janeiro (PUC-Rio) mas a entrada desde cedo na política não lhe permitiu exercer a advocacia de forma efetiva. É bacharel em direito, sem registro na OAB.

## Início da carreira política (1993-2008)
Após formar-se, Paes começou sua carreira política, aos 23 anos, como Subprefeito da Zona Oeste I (Barra da Tijuca, Recreio dos Bandeirantes, Jacarepaguá, e bairros próximos) permanecendo no cargo entre 1993 e 1996 durante o primeiro mandato do então prefeito Cesar Maia, o qual conheceu durante movimentos para a criação do RiOrla (programa que reformaria as calçadas da orla carioca e criaria as primeiras ciclovias da cidade) em 1990, durante o mandato de Marcello Alencar. Na época, trabalhou em prol da disciplina na ocupação do solo urbano, sua missão era impor ordem à expansão daquela região, que estava a pleno vapor. O sucesso como executivo na administração municipal fez de Paes o vereador mais votado do país de 1996 através do Partido da Frente Liberal (PFL), com 82.418 eleitores. Paes foi presidente da Comissão de Orçamento na Câmara, na qual criou o orçamento cidadão, que possibilitava à população participar das decisões a respeito da utilização dos recursos da prefeitura.
Sem terminar o mandato de vereador, em 1998 foi eleito deputado federal com 117.164 votos. Mudando-se para Brasília. Com a segunda eleição de Maia em 2000, foi nomeado Secretário Municipal do Meio-Ambiente da administração carioca e iniciou seu mandato em 1º de janeiro de 2001. Como secretário, deu continuidade ao programa Mutirão Reflorestamento, que plantou mais de 1 milhão de mudas de árvores em áreas degradadas da cidade. Em 2001 retorna ao PFL. Em abril de 2002 deixa o cargo de Secretário.
Reeleito deputado federal em 2002 com 186.221 votos, ingressa no PSDB no ano seguinte. Em sua atuação parlamentar em Brasília, Paes teve uma postura contundente quanto às denúncias de corrupção no governo Lula durante o assim chamado Mensalão.
Durante seu segundo mandato, o então deputado acrescentou à Lei 11.128 uma emenda que visava estender o direito de requerer o benefício do Programa Universidade para Todos (ProUni) a estudantes que cursaram o ensino médio em instituições privadas com bolsa parcial. Apesar de ter sido aprovado no plenário da Câmara, o artigo foi vetado pelo então presidente, Luiz Inácio Lula da Silva (PT), que julgou o acréscimo feito por Paes como um "desvirtuamento" do ProUni. Durante o mesmo mandato, foi autor do Projeto de Lei Complementar 125/2004, que instituía a criação do Supersimples, que dispunha sobre o regime tributário das microempresas e das empresas de pequeno porte.
Na sua primeira candidatura majoritária, para o governo do Rio de Janeiro em 2006, obteve 5,5% dos votos válidos. No segundo turno das eleições cariocas, Paes apoiou Sérgio Cabral Filho, apesar de este estar ao lado de Lula para presidente, enquanto a outra candidata, Denise Frossard, apoiada por César Maia, optou pelo tucano Geraldo Alckmin. Com a vitória de Cabral, Paes acabou assumindo a Secretaria de Esportes e Turismo do novo governo.
Como secretário, fez parte da força-tarefa criada pelo Governador do Estado do Rio de Janeiro, Sérgio Cabral, para otimizar os esforços do governo e terminar as obras do complexo do Maracanã, antes da realização dos Jogos Pan-Americanos do Rio. Participou ativamente da organização do Pan-2007 na cidade do Rio de Janeiro.

### Candidatura à prefeitura carioca

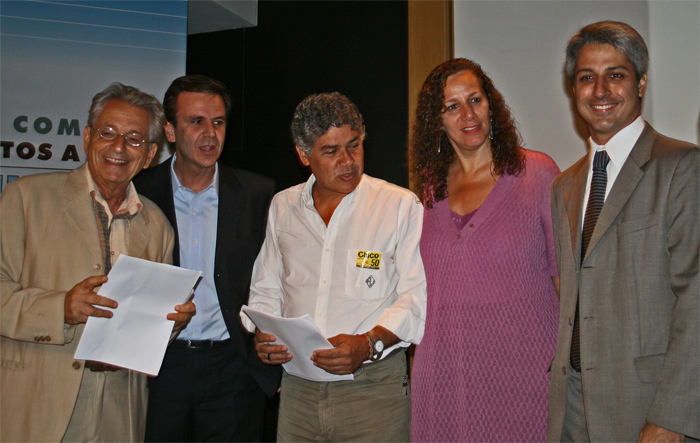
Candidatos a prefeito do Rio de Janeiro em um debate, Fernando Gabeira, Eduardo Paes, Chico Alencar, Jandira Feghali e Alessandro Molon.

Em outubro de 2007, Eduardo Paes é lançado pelo PMDB como candidato à prefeitura do Rio. Seu nome sofreu a princípio alguma contestação dentro do PMDB, por parte de outro pré-candidato, Marcelo Itagiba, ex-Secretário de Segurança do governo de Anthony Garotinho (1999-2002). Itagiba alegava que a candidatura de Eduardo Paes poderia ser indeferida, sob a alegação de que ele teria se desincompatibilizado de seu cargo de secretário após a data-limite. Entretanto, este argumento mostrou-se improcedente e o TRE deferiu sua candidatura. Com o apoio de Lula, Eduardo Paes é eleito prefeito da cidade do Rio de Janeiro no segundo turno das eleições de 2008. Após ir ao segundo turno, Eduardo Paes contra Fernando Gabeira, disse estar arrependido das críticas feitas a Lula, chegando a escrever-lhe um pedido de desculpas às vésperas da eleição.

## Prefeito do Rio (2009-2017)

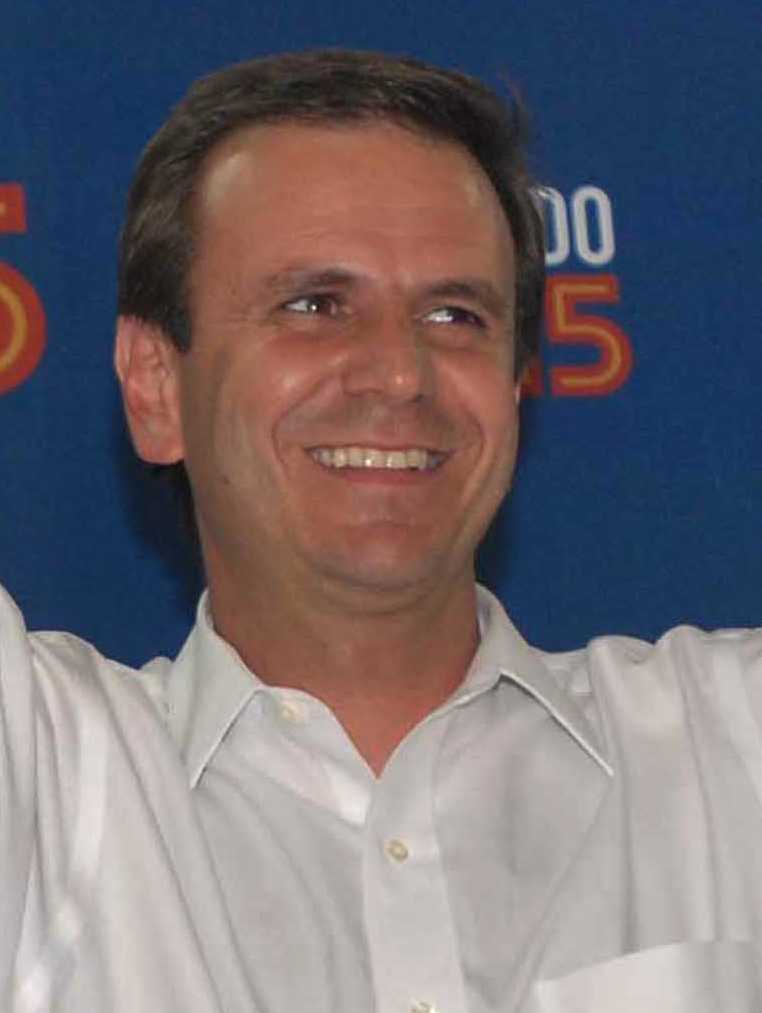
Paes após o segundo turno das eleições de 2008

Após a eleição de Paes, eleitores de Gabeira, agrupados no Movimento Pró-democracia, fazem o primeiro protesto no dia 31 de outubro de 2008. Foi considerado pela Revista Época um dos 100 brasileiros mais influentes do ano de 2009. No dia 1º de janeiro de 2009, assumiu a prefeitura da cidade do Rio de Janeiro, sem o comparecimento de Maia na cerimônia, o ato foi feito pelo Governador Cabral, no Palácio Guanabara. No primeiro dia de seu mandato, Eduardo Paes publicou o decreto 30.340, que rescindia o sistema de aprovação automática na rede municipal de ensino, como prometido durante sua campanha. A publicação revogou o decreto 28.878, instituído durante a gestão César Maia, que previa a progressão automática no sistema de aprovação automática na rede municipal de ensino. Paes também apresentou um novo logotipo da prefeitura substituindo o que foi usado entre os anos de 1993 e 2008.
No primeiro ano de mandato, 2009, Eduardo Paes concentrou suas atuações no Choque de Ordem, uma operação geral de combate à desordem urbana na cidade. A ação, coordenada por uma nova secretaria criada para gerir o assunto, a secretária especial de Ordem Pública, era realizada por guardas municipais, fiscais de controle urbano, policiais militares e civis, equipes da Comlurb e do Detro. O objetivo seria atacar situações que incomodam o dia-a-dia do carioca, inibindo ambulantes informais, flanelinhas, transporte pirata, construções irregulares, população de rua, publicidade não autorizada, desrespeito no trânsito e desordem nas praias. Foram criadas também as seis secretarias: Conservação, Combate e Prevenção às Drogas, Defesa do Consumidor, Promoção e Defesa aos Animais, Qualidade de Vida e Envelhecimento Saudável e a Secretaria Especial da Copa-2014 e Rio-2016.

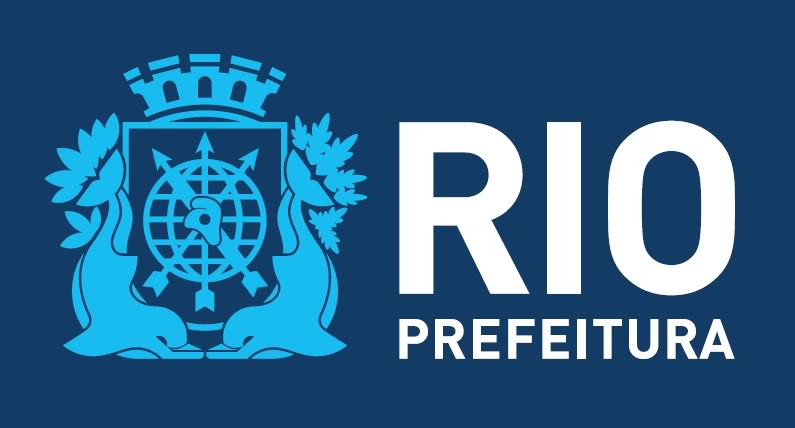
Primeiro logo de sua gestão como prefeito (2009-2016)

A partir de 2010, a Prefeitura visou, entre outras medidas, recuperar as principais vias da cidade, recapeando de 600 a 700 km de vias com asfalto em péssimo estado, como Ayrton Senna, Brasil, Cesário de Melo, Delfim Moreira, D. Hélder Câmara, Francisco Bicalho, Presidente João Goulart e Vieira Souto. No geral, as ruas da capital foram deixadas em péssimo estado de conservação pelo prefeito anterior, César Maia, o que obrigou a prefeitura a realizar muitas obras de conservação. Também foi feita uma reorganização do transporte coletivo: a licitação das linhas de ônibus que operam na cidade seria publicada no dia 24 de maio no Diário Oficial e começaram a operar em outubro. A previsão era que a quantidade de coletivos na Zona Sul do Rio, que era muito grande na época, caísse pela metade, enquanto na Zona Oeste, região carente de transporte, aumentasse em cerca de 300 ônibus. A prefeitura também teria o direito de realizar intervenções ou criar novos itinerários, caso julgue necessário.
Em 2011 o governo municipal se concentrou, principalmente, na implantação de diversos novos corredores viários por toda a cidade, visando à Copa do Mundo FIFA de 2014 e aos Jogos Olímpicos de Verão de 2016 e Jogos Paralímpicos de Verão de 2016, que ocorreram posteriormente no Rio. Obras como a TransOeste, TransCarioca, TransOlímpica e TransBrasil começaram a sair do papel. Além disso, Paes, em parceria com o então governador Sergio Cabral Filho, deu início a uma série de obras de revitalização que vão preparar a cidade para a XXI Olimpíada. Parte da revitalização da Zona Portuária, a derrubada do Elevado da Perimetral dividiu a opinião de especialistas. Alguns defendem a manutenção do elevado e o aproveitamento do espaço. Outros defendem a derrubada e as alternativas viárias como forma de frear a depreciação do entorno e ampliar a capacidade de circulação.
Em 2012, foi anunciado pacote de investimentos de R$ 4,3 bilhões da prefeitura para o subúrbio da Zona Norte, área tradicionalmente esquecida da cidade. O investimento é em pavimentação, no Parque Madureira, corredores BRT, clínicas da família e hospital. Estudo divulgado em 17 de fevereiro de 2012, pelo jornal O Globo, mostrou que a Prefeitura do Rio passou a União, os principais estados e as maiores capitais do país no ranking da taxa de investimentos. Em 2011, a fatia das despesas destinada a obras bateu 17,9%, contra 13,2% de Belo Horizonte (segunda colocada), e 9,5% da cidade de São Paulo (terceira colocada). A União aparece com 4%. O estudo foi feito pela Secretaria Municipal de Fazenda do Rio, que comparou dados de 17 dos maiores orçamentos. Em valores absolutos, a capital carioca foi a 4ª colocada com R$ 3,347 bilhões executados em 2011. O orçamento de 2011 foi de R$ 18,723 bilhões.[carece de fontes?] Tais dados vieram ao conhecimento durante a campanha de reeleição do prefeito no mesmo ano, onde foi reeleito com 64% dos votos válidos em 7 de outubro, tornando-se o segundo prefeito da cidade a se reeleger ainda no primeiro turno (César Maia (DEM) havia conseguido o mesmo feito em 2004), o principal candidato da oposição, o deputado niteroiense Marcelo Freixo do PSOL, recebeu 28%, enquanto os restantes 8% foram distribuídos entre outros seis candidatos, entre eles Otávio Leite, Rodrigo Maia e Aspásia Camargo.
Ao final dos quatro anos, Paes teve sua autoria atribuída ao Corredor de BRT Transoeste, Parque Madureira, Museu de Arte do Rio, Parque dos Atletas, Centro Cultural João Nogueira, Túnel da Grota Funda, Mergulhão Clara Nunes, Centro de Tratamento de Resíduos de Seropédica, Ginásios Experimentais, Espaços de Educação Infantil, Clínicas da Família, Centros de Referência da Pessoa com Deficiência, Naves do Conhecimento, Arenas Cariocas, Academias da Terceira Idade, Hospital da Mulher e Hospital Pedro II; 130 novos quilômetros de ciclofaixas e ciclovias, implementação de bicicletários, e do sistema Bus Rapid Transit; recuperação do Jardim Suspenso do Valongo, ampliação do Sambódromo, fechamento do lixão de Jardim Gramacho, e criação dos programas Porto Maravilha, Choque de Ordem, Morar Carioca e Bairro Maravilha.

### Segundo mandato (2013-2017)

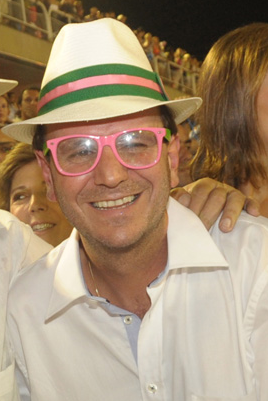
Prefeito Eduardo Paes no desfile do grupo especial das Escolas de Samba do Rio de Janeiro, em 2013

Ao final de seu primeiro governo, Eduardo Paes candidatou-se à reeleição pelo PMDB, obtendo votação expressiva de 2.097.733 votos, de um total de 3.247.070 votos válidos na cidade. Foi eleito com uma ampla coligação de partidos (PRB / PP / PDT / PT / PTB / PMDB / PSL / PTN / PSC / PPS / PSDC / PRTB / PHS / PMN / PTC / PSB / PRP / PSD / PC do B / PT do B), sendo o candidato a prefeito mais bem votado do país, e tendo superado as candidaturas de Marcelo Freixo (PSOL), Cesar Maia (DEM), Aspásia Camargo (PV), entre outras.
Em 2013, foi inaugurado por Paes o piscinão da Praça da Bandeira, um dos pontos da cidade famosos por problemas de alagamento. O sistema anti-alagamentos da área da Grande Tijuca, sendo montado pelo prefeito neste momento, contava com dois piscinões que já estavam com obras em andamento (os das praças Varnhagen e Niterói) e mais dois reservatórios a serem construídos (um no alto Grajaú e outro na Rua Heitor Beltrão), formando um cinturão de drenagem da água dos rios Maracanã, Joana, Trapicheiros e Jácó. Em outubro de 2015 inaugurou o piscinão sob a Praça Niterói, e para 2016 estava previsto a inauguração do piscinão da Praça Varnhagen, e o desvio do Rio Joana. Em junho de 2016, Paes inaugura o piscinão da praça Varnhagem, com capacidade para 43 milhões de litros. Era o quinto piscinão inaugurado por Paes: um na Praça da Bandeira, com capacidade de 18 milhões de litros, e os três da Praça Niterói, que juntos recebem 58 milhões de litros. Já o desvio do Rio Joana foi inaugurado apenas em 2019, já na gestão de Marcelo Crivella.
Em 2014, Paes inaugurou a TransCarioca, que se tornou uma das mais importantes vias de transporte da cidade, diminuindo carências seculares da Zona Norte carioca.

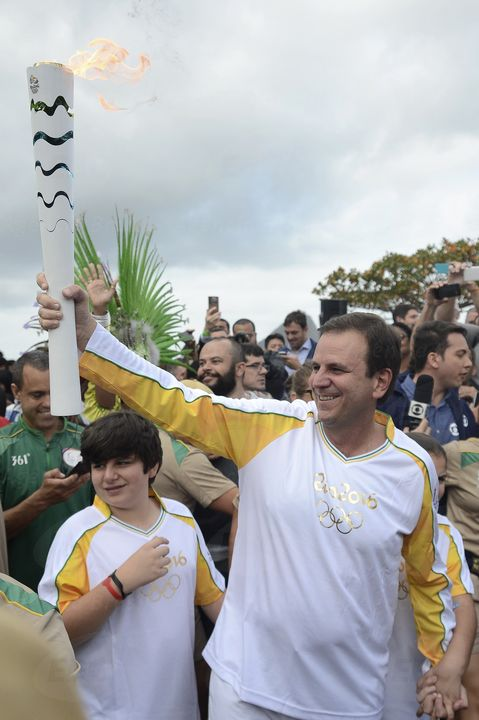
Eduardo Paes carrega a Tocha Olímpica, em 2016.

Também em 2014, começou a expansão do gigantesco Parque de Madureira, criado por Paes em seu primeiro mandato, beneficiando moradores da Zona Norte que contam com poucas opções de lazer na região. A obra foi inaugurada em 2015.
Em julho de 2015, Paes já havia concluído 65% das obras da TransOlímpica, a ser finalizada no primeiro semestre de 2016, antes dos Jogos Olímpicos de Verão de 2016. A via foi aberta à população em geral no dia 23 de agosto de 2016. A obra redistribuiu o trânsito da cidade de forma vital, retirando excesso de carros da Linha Amarela e de pontos críticos da Avenida Brasil, entre outros locais da cidade.
Em dezembro de 2015, Paes inaugurou o Museu do Amanhã, que revitalizou a Praça Mauá.
Em 2015, Paes também começou as obras do Lote Zero da TransOeste, ligando o sistema de BRT do Rio ao Metrô. A obra foi entregue em agosto de 2016, junto com a inauguração da estação de Metrô do Jardim Oceânico, na Barra da Tijuca.
O Parque Olímpico da Barra da Tijuca, coração dos Jogos Olímpicos de 2016, e sede de 16 modalidades olímpicas e nove paralímpicas, atingiu 92% de conclusão em outubro de 2015. Na mesma data, as obras em Deodoro mostravam que a pista de mountain bike e a de BMX estavam concluídas; o circuito de canoagem slalom estava em 98%, e a Arena da Juventude em 68%. Em janeiro de 2016, 95% das obras estavam prontas, com seis instalações concluídas: a Arena do Futuro, onde ocorrerão as partidas de handebol e goalball, o Centro Internacional de Transmissão, o Campo de Golfe, a Pista de Mountain Bike, a Pista de BMX (ciclismo especial) e o Circuito de Canoagem Slalom.
Em janeiro de 2016 inaugurou a ciclovia da Avenida Niemeyer, denominada Tim Maia, considerada pelo próprio Paes "a ciclovia mais bonita do mundo" devido à localização e à vista. No final de abril do mesmo ano, um trecho da ciclovia desabou causando a morte de duas pessoas. 14 réus da empresa Concremat foram indiciados por homicídio culposo pelo projeto de engenharia feito pela empresa Concremat, que não previa uma ressaca marítima.
Em 28 de maio de 2016, foi inaugurado o Novo Elevado do Joá, com a garantia de que o aumento da capacidade viária entre a Zona Sul e a Barra da Tijuca passasse a ser de 30%. Em agosto de 2016, a cidade do Rio de Janeiro sediou os Jogos Olímpicos e Jogos Paralímpicos, marcando a primeira vez na história que os eventos foram realizados na América do Sul. O Rio superou candidaturas de Madri, Chicago e Tóquio.
A Fundação Getúlio Vargas (FGV) publicou em 2024 um estudo apontando que o legado da Rio-2016 impulsionou a economia carioca em R$ 99 bilhões sobre a produção bruta e R$ 51,2 bilhões sobre o PIB. A pesquisa destaca que o Rio entregou um dos Jogos Olímpicos mais eficientes em termos de uso do dinheiro público e destaca que o impacto positivo em melhorias em infraestrutura, serviços, transporte, meio ambiente, educação e esportes.

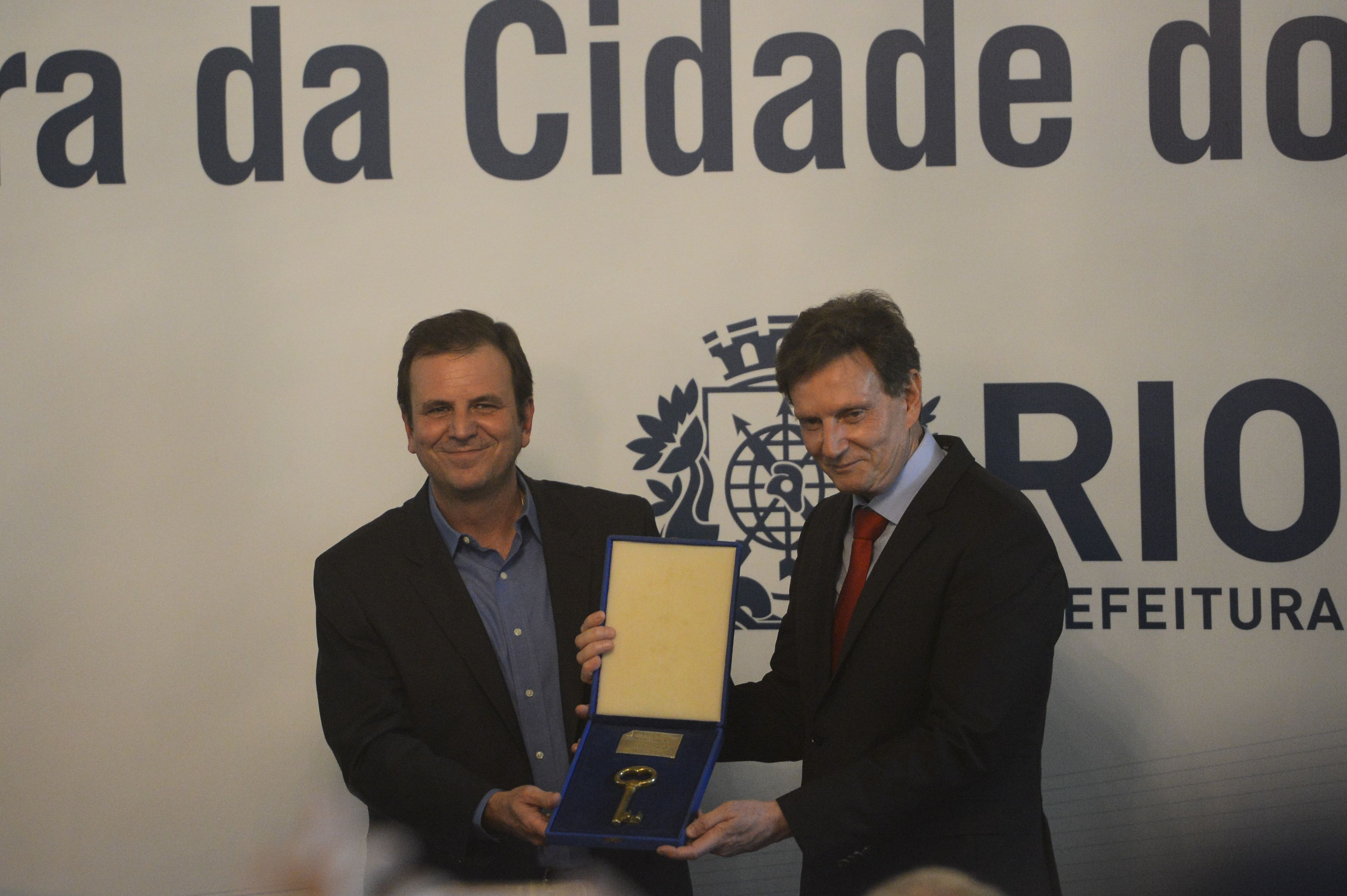
Paes entrega a Marcelo Crivella a chave da Fortaleza de São João na cerimônia de transmissão de posse ocorrida no Palácio da Cidade, a primeira do tipo desde 1996.

Entre 2013 e 2016, Eduardo Paes também foi o primeiro líder do Sul global a presidir o C40 Cities Climate Leadership Group, um grupo de liderança climática que reúne os prefeitos das maiores metrópoles do mundo para trocar soluções para o futuro sustentável das cidades. Paes sucedeu o prefeito de Nova York, Michael Bloomberg, e foi sucedido pela prefeita de Paris, Anne Hidalgo.
Nas eleições municipais ocorridas em outubro de 2016 para a Prefeitura do Rio de Janeiro, Eduardo Paes - que não poderia concorrer novamente pelo fato de já estar em seu segundo mandato - apoiou o candidato de seu partido, Pedro Paulo Carvalho. O candidato ficou em 3º lugar no primeiro turno e obteve 16,12% dos votos válidos, perdendo para Marcelo Crivella (PRB) e Marcelo Freixo (PSOL), que foram ao segundo turno. Crivella derrotou Freixo e foi eleito prefeito da cidade do Rio.
Após assumir seu mandato como prefeito do Rio, iniciado em 2017, Marcelo Crivella (PRB) acusou o então ex-prefeito Eduardo Paes de ter deixado uma dívida no valor de R$ 1 bilhão, mas o Tribunal de Contas do Município (TCM) decidiu, por unanimidade, que o ex-prefeito não deixou dívidas para a administração de Crivella.

## Setor privado e novas candidaturas

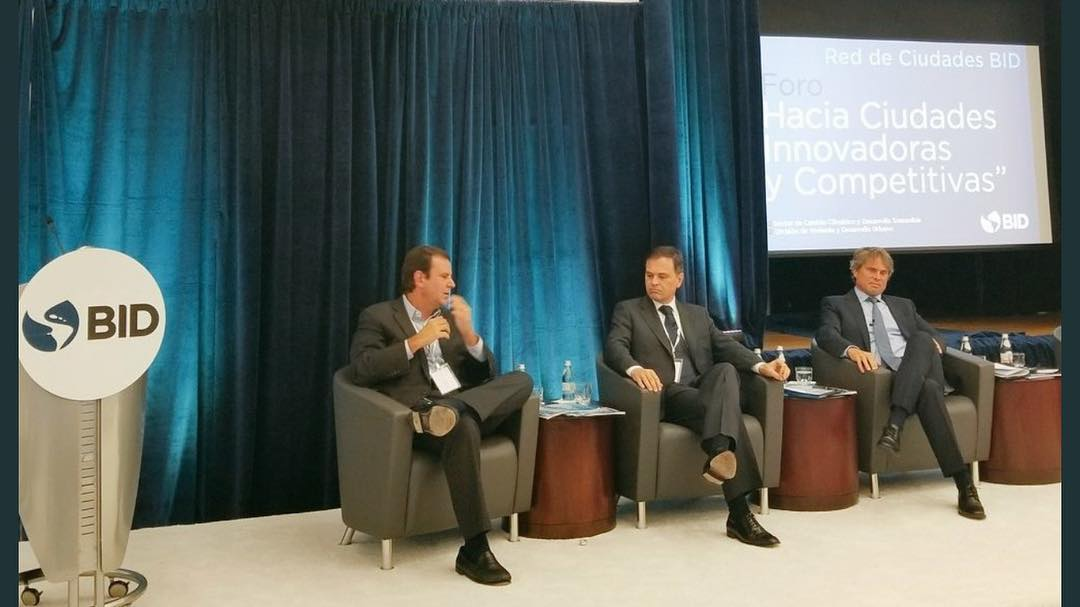
Seminário sobre a importância das parcerias público-privadas, promovido pelo Banco Interamericano de Desenvolvimento e que contou com a participação de Eduardo Paes.

Em 2017, após deixar o cargo de prefeito do Rio de Janeiro, Eduardo Paes mudou-se para os Estados Unidos, onde residiu cerca de um ano em Nova Iorque e em Bethesda. Nos EUA, trabalhou como consultor do departamento de urbanismo do Banco Interamericano de Desenvolvimento (BID), com foco na gestão de regiões metropolitanas. Paes também foi consultor e vice-presidente para América Latina da BYD Auto, uma fabricante chinesa de caminhões e de carros elétricos, função esta que o fazia viajar constantemente para diversos países da América Latina. Em 2018, o ex-prefeito do Rio de Janeiro abriu uma filial da BYD voltada para a América Latina, cujo escritório fica no Edifício Rio Branco 1, situado em frente à Praça Mauá, revitalizada durante sua gestão como prefeito. Paes também cogitava lecionar como professor de gestão pública na Universidade Columbia, mas desistiu de tal função.

### Candidatura ao governo do Rio de Janeiro em 2018
Nas eleições de 2018, Eduardo Paes foi candidato a governador do estado do Rio de Janeiro. Em virtude disto, deixou o MDB, partido do qual faziam parte lideranças políticas fluminenses que foram presas entre 2016 e 2017 como Eduardo Cunha (ex-presidente da Câmara dos Deputados), Jorge Picciani (ex-presidente da Alerj) e Sérgio Cabral (ex-governador do Rio de Janeiro). Em abril de 2018, Paes filiou-se ao Democratas (DEM) junto com o deputado federal Pedro Paulo Carvalho. Após meses negando publicamente que fosse pré-candidato, Eduardo Paes anunciou somente no dia 26 de julho de 2018, após reunião com o general Walter Souza Braga Netto (interventor federal na segurança pública do estado do RJ) na sede do Comando Militar do Leste, que seria candidato a governador do Rio de Janeiro nas eleições de 2018.
Na convenção estadual do Democratas (DEM), realizada em 29 de julho de 2018 em um hotel na Barra da Tijuca, Eduardo Paes foi confirmado como candidato do partido ao Governo do Estado do Rio de Janeiro. Na ocasião, Paes destacou a crise fiscal e a calamidade na segurança pública como os principais problemas do estado e declarou que, caso fosse eleito governador, esperava contar com a continuidade do apoio das Forças Armadas no combate à violência no Rio de Janeiro. No mesmo evento, o ex-prefeito carioca Cesar Maia foi lançado como candidato ao Senado Federal. O candidato a vice-governador da chapa de Paes, anunciado no dia 5 de agosto de 2018 no Museu de Arte Contemporânea, foi o deputado estadual Comte Bittencourt (PPS).
No 1º turno, Eduardo Paes obteve 1.494.831 votos (19,56% do total de votos válidos) e habilitou-se para a disputa do segundo turno contra Wilson Witzel (PSC). No 2º turno, Paes obteve 3.134.400 votos (40,13% do total de votos válidos), não se elegendo ao cargo disputado. Após o pleito, Eduardo Paes voltou a trabalhar para a BYD Auto, se comprometendo com os patrões a não ser candidato a prefeito do Rio de Janeiro em 2020.

### Candidatura à Prefeitura do Rio de Janeiro em 2020

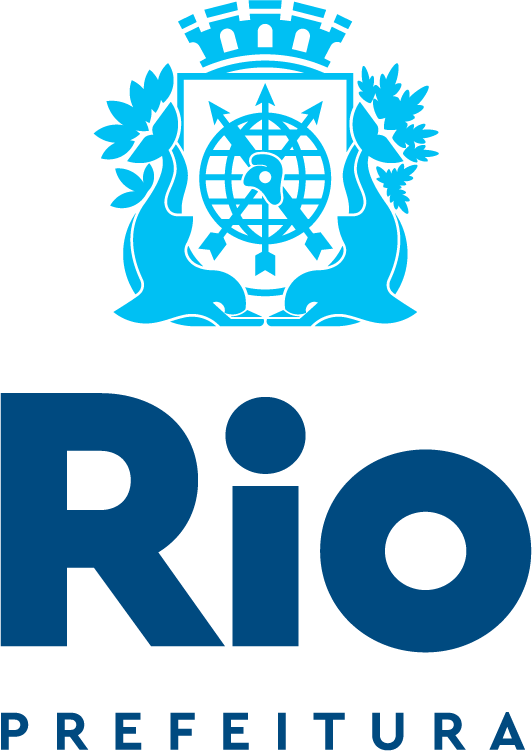
Logomarca da Prefeitura do Rio no seu terceiro mandato (2021-2025)

Foi novamente candidato à Prefeitura em 2020, em uma eleição marcada pelos impactos da pandemia. Sua candidatura fez parte da  coligação CIDADANIA / DC / PV / AVANTE / PL / DEM / PSDB, e Paes foi conduzido como primeiro colocado para o segundo turno com 974.804 votos (37.01%). O segundo colocado foi o então Prefeito Marcelo Crivella, que teve 576.825 votos (21.90%).
No segundo turno, foi novamente eleito Prefeito do Rio de Janeiro com 1.629.319 votos (64.10%), enquanto Marcelo Crivella teve 913.700 votos (35.90%).

### Candidatura à Prefeitura do Rio de Janeiro em 2024
Pela quarta vez, Eduardo Paes se candidatou a reeleição para a Prefeitura do Rio de Janeiro. 
O político foi reeleito no primeiro turno com 60,47% dos votos válidos, segundo o Tribunal Regional Eleitoral do Rio de Janeiro com uma ampla vantagem sobre o segundo colocado: o candidato e ex-ministro da Segurança Pública do governo Bolsonaro Alexandre Ramagem, que registrou 30,81% dos votos válidos. Com este feito, Paes se tornou o único prefeito a ser eleito por 4 mandatos na história do município. 

## Prefeito do Rio (2021-presente)

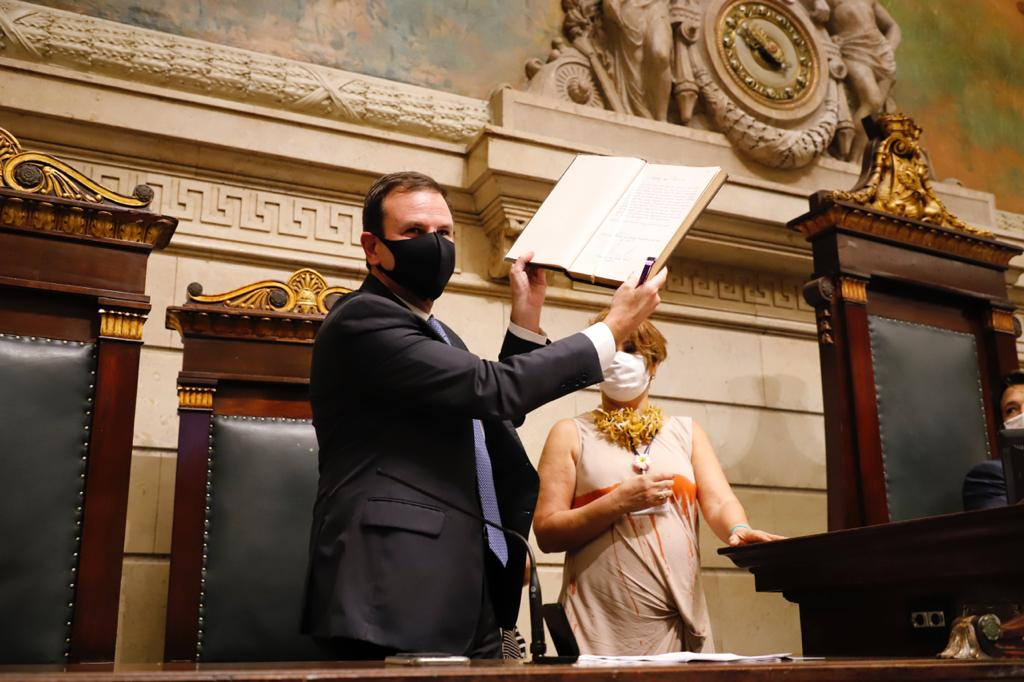
Eduardo Paes toma posse como prefeito pela terceira vez

Com a sua vitória contra Marcelo Crivella na eleição municipal de 2020 Paes elegeu-se prefeito do Rio de Janeiro pela terceira vez. Ele tomou posse para o seu terceiro mandato em 1º de janeiro de 2021. Seu secretariado foi anunciado um mês após a sua eleição.
Eduardo Paes assumiu durante um dos piores picos da pandemia de COVID-19 no Rio de Janeiro e prometeu vacinar a população carioca com a primeira dose até outubro de 2021. A cidade do Rio ganhou destaque pelas iniciativas adotadas no combate à doença, como o calendário de vacinação por faixa etária, que depois foi seguido em todo o país. Outra iniciativa de Paes na área de saúde foi a inauguração do Super Centro Carioca de Saúde.
Na eleição presidencial de 2022, apoiou a candidatura do ex-presidente Luiz Inácio Lula da Silva (PT), organizando durante a campanha um comício na quadra da Portela para apoiar sua candidatura e a de André Ceciliano (PT) para o Senado Federal. Para as eleições do governo fluminense, participou da campanha do ex-prefeito de Niterói, Rodrigo Neves (PDT), indicando o vice de sua chapa, o ex-presidente da OAB Felipe Santa Cruz (PSD).
Paes defendeu a redução do número de voos e operações do Aeroporto Santos Dumont para reverter o esvaziamento do Aeroporto do Galeão, e chamou de "canalhice" a expansão da capacidade de passageiros do Santos Dumont, de 9,9 milhões para 15,3 milhões, feita pela Infraero, afirmando que a ação seria uma estratégia para inviabilizar o Galeão. Ainda em 2021, Eduardo Paes declarou em uma coletiva de imprensa que iria “até as últimas consequências” e avaliava entrar com ação na Justiça Federal para questionar cláusulas do edital de concessão do Santos Dumont, previsto para acontecer em setembro de 2022. Em 2023, a Prefeitura iniciou um plano para deixar o aeroporto Santos Dumont apenas com voos para São Paulo e Brasília, transferindo todos os outros para o Galeão.  Essas medidas fizeram o Aeroporto Internacional Tom Jobim aumentar, no primeiro semestre de 2024, em 91,8% o número de passageiros em relação a 2023, um total de 5,5 milhões.
No transporte, Eduardo Paes teve como bandeira do terceiro mandato a expansão do BRT. Em 2022, a Prefeitura do Rio reverteu decisão judicial e retomou a gestão do BRT, realizando uma renovação total da frota e a aquisição de 700 novos ônibus articulados. Todas as estações foram reformadas e programas de segurança e de coibição ao vandalismo criados. Também foram recuperados o sistema dos corredores Transoeste, Transcarioca e Transolímpica, e entregues as obras do corredor Transbrasil e dos terminais Gentileza, Deodoro, Magarça e Mato Alto.

### Legado Olímpico
No seu terceiro mandato, foi cumprida promessa de transformar as arenas olímpicas em escolas públicas, incluindo a construção de quatro Ginásios Educacionais Tecnológicos (GETs) com materiais oriundos da Arena do Futuro. Já a Arena Carioca 3, que recebeu o Taekwondo e Esgrima (Olímpiadas) e o Judô (Paralímpiadas) se transformou no Ginásio Educacional Olímpico (GEO) Isabel Salgado, hoje a maior escola da rede municipal, com 18 mil metros quadrados onde se dividem 24 salas de aula, laboratórios e refeitório.
A piscina do Estádio Aquático foi transferida para o Parque Oeste, em Inhoaíba, e a Via Olímpica, circuito que conectava todo o Parque Olímpico, se transformou no Parque Rita Lee, inaugurado em 2024. Essas iniciativas fazem parte do Plano de Legado Olímpico que havia sido interrompido pelo governo anterior, de Marcelo Crivella, e gerava críticas da população, receosa com a deterioração do espaço que recebeu os Jogos Olímpicos Rio 2016.
Em 2024, a Fundação Getulio Vargas (FGV) publicou um estudo sobre o impacto econômico das Olimpíadas de 2016 na cidade do Rio de Janeiro. O levantamento estimou um impacto econômico total de R$ 99 bilhões e a geração de mais de 465 mil empregos. O estudo também avaliou a gestão municipal do evento como uma das mais eficientes dentre todas as edições no uso de recursos públicos.

### Porto Maravilha
Outro projeto que foi retomado no terceiro mandato de Eduardo Paes foi o Porto Maravilha, iniciado em 2009. Foram inaugurados programas na região com o objetivo de transformar a cidade na capital da inovação da América Latina, como o hub de pesquisa Porto Maravalley e o IMPA Tech, curso de graduação do Instituto de Matemática Pura e Aplicada (IMPA).
O projeto Porto Maravilha atuou em uma área de 5 milhões de m² e dados de 2024 mostram que foram lançadas mais de 9 mil unidades habitacionais na região modernizada, o que corresponde a cerca de 30 mil novos residentes. A Região Portuária do Rio se tornou a área com maior número de concessões de licenciamentos para obras e construções na cidade, superando a Barra da Tijuca, na Zona Oeste.

### G20 no Rio
Em novembro de 2024, a cidade do Rio recebeu a cúpula do G20 e Eduardo Paes desempenhou papel central na organização do evento que reuniu chefes de Estado das 19 maiores economias do mundo, a União Africana, a União Europeia e outros líderes de países convidados para discutir temas como políticas econômicas, comércio internacional e desenvolvimento sustentável. Segundo o estudo "G20 em Dados", elaborado pela Prefeitura do Rio, o evento teve mais de 900 horas de programação, participação de 270 ministros e vice-ministros estrangeiros e 120 mil participantes.
O G20 mobilizou a cidade do Rio por uma semana e teve como um dos marcos a realização, pela primeira vez, de uma cúpula do "G20 Social", com o objetivo de ampliar a participação da sociedade civil nas atividades e nos processos decisórios do grupo. De acordo com a Fundação João Goulart, o evento resultou em um impacto econômico estimado em quase R$ 600 milhões e contribuiu para o fortalecimento da imagem do Rio de Janeiro como uma cidade global.

### Eleições municipais de 2024
Em 6 de outubro de 2024, Eduardo Paes foi reeleito prefeito do Rio de Janeiro pela quarta vez, no primeiro turno, com 60,47% dos votos válidos. Ele venceu Alexandre Ramagem, candidato do PL e de Jair Bolsonaro, que teve 30,81%, e Tarcísio Motta, do PSOL, 4,20%.

## Controvérsias

### Polêmicas relacionadas a milícias
Em 2006, ano em que concorria ao cargo de governador do Rio de Janeiro, Paes fez um comentário sobre o grupo que então era conhecido como "polícia mineira" no bairro de Jacarepaguá, em uma entrevista ao RJTV, da TV Globo. Na ocasião, declarou o seguinte:
| “ | Jacarepaguá é um bairro que a tal da polícia mineira, formada por policiais, por bombeiros, trouxe tranquilidade para a população. O morro do S. José Operário era um dos morros mais violentos desse estado, e agora é um dos lugares mais tranquilos. | ” |

Posteriormente, Eduardo Paes se posicionou publicamente contra as milícias e adotou medidas para combater o avanço dessas organizações criminosas na cidade do Rio de Janeiro. Em 2009, no seu primeiro mandato, criou a Secretaria de Ordem Pública (Seop), órgão que entre outras atribuições tem sido responsável pela fiscalização e demolição de construções irregulares. Segundo dados divulgados em 2024 pela Prefeitura, 70% das demolições ocorreram em áreas controladas pelo crime organizado, sendo 55% delas na Zona Oeste da cidade. O levantamento mostra que no último mandato de Paes foi realizada a demolição de mais de 4 mil construções irregulares, causando um prejuízo de R$ 1 bilhão ao crime organizado (milícia, tráfico e narcomilícia).
Em 2011, uma reportagem Jornal do Brasil divulgou fotos que mostram o encontro que Eduardo Paes teve em 2009 com líderes de cooperativas de vans da Zona Oeste. A matéria apontava que Paes teria garantido preferência no processo de licitação das linhas de vans que ocorreria na época e dizia que a intenção do então prefeito era de manter a operação das linhas a cargo das organizações de trabalhadores. Tais organizações, se dizia no texto, mantinham laços estreitos com milicianos. Uma reportagem do Fantástico, feita em 23 de outubro de 2011, denunciou um complexo sistema de propinas e extorsões, mantido pelas cooperativas e envolvendo policiais militares, políticos e motoristas, a fim de que vans circulassem sem serem importunadas pela fiscalização.
A Secretaria Municipal de Transportes, procurada pela reportagem do Jornal do Brasil, esclareceu que todos os participantes do processo licitatório estariam de acordo com a lei. Garantiu também que as licitações seriam suspensas caso as irregularidades relatadas fossem comprovadas. Em 25 de outubro de 2011, Eduardo Paes tornou nulo todos os contratos já firmados entre a Prefeitura e cooperativas para operar o chamado Sistema de Transporte Público Local (STPL) então em fase de organização pelo município. Em outra ocasião, o prefeito explicou a reunião como uma tentativa de regularizar um setor marcado pela informalidade e pela violência. Ele afirmou que buscava preservar a integridade do processo e evitar influências externas prejudiciais.

### Empresas da família no Panamá
No dia 5 de dezembro de 2013, o site Brasil 247 revelou o registro de duas empresas offshore, abertas no Panamá e pertencentes à família de Eduardo Paes. As empresas, que se chamam Conval Corporation e Vitznau International Corporation, foram constituídas nos dias 12 e 19 de junho de 2008, respectivamente, dias antes de Paes ser escolhido em convenção como o candidato do PMDB (atual MDB) a prefeito do Rio de Janeiro na eleição daquele ano. Na época do furo, elas pertenciam a Valmar Souza Paes, a Consuelo da Costa Paes e a Letícia da Costa, respectivamente pai, mãe e irmã do ex-prefeito do Rio de Janeiro. Cada uma das empresas possuía um capital social de US$ 4 milhões, totalizando US$ 8 milhões.
No entanto, de acordo com os documentos obtidos, ambas as empresas foram constituídas pelo escritório Morgan y Morgan, um dos mais atuantes no Panamá. Foi descoberto também que as duas pertenceram anteriormente a Jose Eugenio Silva Ritter, apontado pelo Jornal Nacional como o dono do Hotel Saint Peter, situado no centro de Brasília. Jose Eugenio teria oferecido uma oferta de trabalho a José Dirceu, com remuneração mensal de R$ 20 mil, para o político ser gerente administrativo do hotel.
No mesmo dia da publicação da matéria no site Brasil 247, Eduardo Paes alegou que tais empresas constavam na declaração de Imposto de Renda de sua família e que não haveria qualquer ilegalidade no caso. Em 2016, o Conselho Superior do Ministério Público do Estado do Rio de Janeiro (MPRJ) homologou, por unanimidade, o arquivamento do caso por considerar que as empresas estavam declaradas à Receita Federal e que, por isso, não havia indícios de elevação patrimonial incompatível. Embora Paes alegue que seu pai sempre fora um advogado bem-sucedido, alguns sites e blogs de opinião questionam, dentre outras coisas, o motivo de as empresas terem sido abertas no Panamá, um paraíso fiscal, o porquê de depósitos tão volumosos terem sido feitos às vésperas de uma campanha eleitoral e qual a origem do dinheiro.

### Acusações de caixa dois
Em julho de 2024, o Supremo Tribunal Federal (STF) anulou todas as decisões do juiz Marcelo Bretas relacionadas aos processos da Lava Jato no Rio de Janeiro, nas quais o prefeito Eduardo Paes foi mencionado em delações premiadas. Atualmente, Eduardo Paes não enfrenta nenhum processo criminal.

#### Delação de ex-executivos da Odebrecht
Em delação premiada, executivos da Odebrecht (atual Novonor) afirmaram à força-tarefa da Operação Lava Jato que Eduardo Paes e o deputado federal Pedro Paulo Carvalho agiram juntos por caixa 2 em diversas campanhas eleitorais. Segundo os delatores Benedicto Barbosa da Silva Júnior e Leandro Andrade Azevedo, Paes agia como "facilitador" das doações ilegais, enquanto que Pedro Paulo participava diretamente dos ajustes e da operacionalização das entregas. O ministro Edson Fachin, relator da Lava Jato no Supremo Tribunal Federal, autorizou abertura de inquérito, no âmbito do STF, que investigará os possíveis crimes de corrupção passiva, corrupção ativa, lavagem de dinheiro e evasão de divisas com base em delações de três executivos do Grupo Odebrecht (atual Novonor).
- 2008: O ministro Edson Fachin determinou abertura de inquérito a fim de apurar uma denúncia de caixa 2 no valor de R$ 650 mil para a campanha de Eduardo Paes à Prefeitura do Rio de Janeiro em 2008. Segundo delatores, a intenção da Odebrecht era vencer contratos futuros na capital fluminense. O caso foi remetido à Justiça Federal no Rio de Janeiro.

- 2010: Durante a campanha para o cargo de deputado federal, Pedro Paulo teria pedido e recebido cerca de R$ 3 milhões. Na ocasião, Eduardo Paes teria procurado Benedicto Júnior para a realização dos repasses.

- 2012: Para a campanha de Eduardo Paes à reeleição como prefeito do Rio de Janeiro, os executivos dizem ter pago mais de R$ 15 milhões via caixa dois. Eles afirmaram que a Odebrecht tinha interesse na facilitação de contratos relativos aos Jogos Olímpicos de Verão de 2016. Segundo relato de Benedicto Júnior, os pagamentos teriam sido feitos em espécie e entregues nos escritórios da agência Prole Serviços de Propaganda, conforme determinação de Pedro Paulo. Os repasses teriam sido feitos tanto no Brasil quanto no exterior.

- 2014: Em 2014, Pedro Paulo teria recebido R$ 300 mil do Grupo Odebrecht (atual Novonor) visando sua reeleição como deputado federal, ocasião em que Paes também teria sido um dos facilitadores da transação.

Em nota, Eduardo Paes negou ter aceito propina para atender a interesses da Odebrecht e declarou que jamais aceitou qualquer contrapartida por realização de obras ou projetos conduzidos em sua gestão como prefeito do Rio de Janeiro. Também afirmou que nunca teve contas no exterior e que todos os recursos recebidos em 2012 foram devidamente declarados à Justiça Eleitoral. Já o deputado Pedro Paulo afirmou que nunca teve relação com os executivos.
Em 2023, o Supremo Tribunal Federal anulou todas as provas derivadas da colaboração premiada da Odebrecht. Como resultado dessa decisão, foram arquivadas definitivamente as investigações relacionadas às eleições de 2008, 2010 e 2012 mencionadas nas delações.

#### Delação de Renato Pereira
Em acordo de colaboração premiada fechado com a Procuradoria-Geral da República, o ex-marqueteiro do MDB Renato Pereira afirmou que Eduardo Paes, Luiz Fernando Pezão, Pedro Paulo e Sérgio Cabral participaram diretamente da negociação de pagamentos em dinheiro de caixa dois em campanhas eleitorais feitas entre 2010 e 2016. Segundo Renato, ele ou seus sócios recebiam malas ou sacolas de dinheiro pessoalmente, entregues por emissários de políticos do MDB ou repassados por representantes de empresas fornecedoras dos governos estadual e municipal, entre elas as construtoras Andrade Gutierrez e Odebrecht e as empresas de transporte de Jacob Barata Filho. Pereira disse também que cabia a Eduardo Villela a função de operacionalizar pagamentos em todas as campanhas, inclusive no exterior. Villela também é citado como receptor de pacotes de dinheiro de emissários de Jacob Barata Filho.
Segundo o marqueteiro, a diferença entre o valor do marketing da campanha de Eduardo Paes à reeleição como prefeito do Rio de Janeiro em 2012 e o valor declarado foi de cerca de R$ 11,4 milhões. Oficialmente, Paes declarou ter pago R$ 8,6 milhões pelos serviços de marketing. Os pagamentos em dinheiro seriam feitos diretamente ao então prefeito por Guilherme Schleder, que integrava a Casa Civil da Prefeitura. O delator explicou também como funcionou o financiamento da pré-campanha, que ocorreu em três parcelas: houvera entregas nos endereços da Prole e da produtora Nimbus Comunicação. Na ocasião, Eduardo Paes teria avisado Renato Pereira que ele seria procurado por Leandro Azevedo, então executivo da Odebrecht (atual Novonor), para que recebesse R$ 1,2 milhão.
Paes negou ter orientado Renato Pereira a receber recursos da Odebrecht (atual Novonor) referentes ao custeio de sua campanha e que Guilherme Schleder tenha feito pagamentos a Pereira. Negou também ter sugerido que uma dívida da campanha de Pedro Paulo para sua sucessão em 2016 fosse paga por meio de caixa 2 ou que Fabiano Leal, que era coordenador de comunicação da prefeitura do Rio de Janeiro, tivesse sugerido a simulação de serviços de publicidade com o governo municipal.

#### Delação de Lélis Teixeira
Em delação homologada pelo Superior Tribunal de Justiça (STJ), o ex-presidente da Federação das Empresas de Transportes de Passageiros do Estado do Rio de Janeiro (Fetranspor) Lélis Marcus Teixeira declarou, em delação premiada, que Eduardo Paes e Pedro Paulo Carvalho teriam recebido ao menos R$ 50 milhões via caixa dois da federação para campanhas eleitorais em troca de benefícios fiscais e tarifários ao setor de transportes. De acordo com o delator, a primeira contribuição teria acontecido em 2008, na qual seu valor teria sido estipulado em reunião onde Lélis não estava presente. Teixeira afirmou não saber quanto foi dado à campanha de Paes naquela época, que concorria ao cargo de prefeito do Rio de Janeiro.
Em relação à campanha de Eduardo Paes à reeleição como prefeito carioca em 2012, Lélis Teixeira declarou que teria sido combinado um valor de R$ 40 milhões por meio de caixa dois além de uma peça publicitária para ser rodada em emissoras de televisão a pedido de Pedro Paulo. O delator disse que em todos os casos os valores teriam sido pagos a Pedro Paulo ou a Fernando Duba, chefe de gabinete do deputado federal, no prédio de uma das empresas de Jacob Barata. As informações dadas por Lélis Teixeira teriam sido corroboradas pela delação do doleiro Álvaro Novis. Eduardo Paes declarou que todas as suas contas de campanha foram aprovadas pela Justiça Eleitoral e que lamenta ter que responder a acusações sem conhecer o teor delas.
Em abril de 2024, a defesa de Eduardo Paes solicitou ao ministro Gilmar Mendes, do STF, uma decisão liminar para suspender o processo, alegando que, até o momento, não tiveram acesso ao conteúdo da denúncia, pleiteado ao STJ. Também argumentam que, com base em decisões anteriores do STF, a Justiça Federal e o Ministério Público Federal do Rio de Janeiro não tinham atribuição para receber os anexos da delação premiada de Lélis Teixeira. Diante dessa alegada ilegalidade, os advogados de defesa afirmam que as provas da delação devem ser invalidadas. Em 2024, o Supremo Tribunal Federal suspendeu todas as investigações nas quais Eduardo Paes foi citado em decorrência da delação.
Delação de Alexandre Pinto
Em depoimento prestado ao juiz Marcelo Bretas no dia 4 de outubro de 2018, Alexandre Pinto, ex-secretário municipal da gestão de Paes como prefeito carioca, acusou Eduardo Paes de recebimento de propina. O pagamento seria relativo a 1,75% do valor do contrato de construção do corredor TransOeste. Em nota, Eduardo Paes afirmou que as acusações de Alexandre Pinto são mentirosas e contradizem depoimentos anteriores dele, onde não fazia menção do envolvimento de Paes com supostas irregularidades.
Segundo Paes, além de ser suspeito o fato do depoimento de Alexandre Pinto ter sido feito e divulgado três dias antes do primeiro turno das eleições de 2018, ocasião em que Paes concorria ao cargo de governador do Rio de Janeiro, Pinto teria feito a declaração envolvendo Paes a fim de obter benefícios penais.
Afastamento do juiz Marcelo Bretas
O depoimento de Alexandre Pinto foi conduzido pelo juiz Marcelo Bretas, e em 2023 o Conselho Nacional de Justiça (CNJ) determinou o afastamento do magistrado até a conclusão das investigações resultantes do processo movido pela Ordem dos Advogados do Brasil (OAB), que denunciou a má conduta de Bretas.
Em 2024, o Supremo Tribunal Federal anulou todas as diligências e provas produzidas, entendendo que a Sétima Vara Federal, na época conduzida pelo juiz Marcelo Bretas, era incompetente para julgar o caso. Determinou, assim, que as investigações fossem encaminhadas à Justiça Eleitoral. No dia 22 de julho de 2024, Alexandre Pinto enviou uma carta ao prefeito Eduardo Paes, pedindo desculpas por acusações feitas em sua delação, as quais admitiu serem infundadas, e afirmou ter sido coagido a inventar acusações contra o prefeito.

### Contrato com agência de comunicação
Em delação premiada, o publicitário Renato Pereira relatou ter atuado para direcionar, em 2015, o contrato de comunicação da prefeitura do Rio de Janeiro à agência FSB Comunicação. Renato alegou ter convencido Eduardo Paes a direcionar a licitação à FSB e ter acertado os detalhes do direcionamento com Guilherme Schleder, então integrante da Casa Civil. Em função do contrato, o marqueteiro teria recebido cerca de 30% dos lucros da empresa.
O marqueteiro relatou que também atuou para direcionar o contrato de produção de material digital do portal Cidade Olímpica à FSB Digital. Em troca, a FSB foi obrigada a remunerar a Prole em 50% da renda com o contrato. Os valores, de cerca de R$ 100 mil mensais, eram pagos diretamente pela empresa RP Brasil Comunicações, pertencente aos mesmos sócios da FSB.
Em nota, Eduardo Paes negou ter direcionado a licitação à FSB. Já a agência FSB disse ter assinado os contratos com a prefeitura mediante licitações realizadas de acordo com a legislação e mediante disputa com concorrentes de mercado e que todas as prestações de contas foram aprovadas por órgãos de controle.

### Uso inadequado de plano estratégico
Em decisão do Tribunal Regional Eleitoral do Rio de Janeiro (TRE-RJ) tomada no dia 11 de dezembro de 2017, o ex-prefeito carioca Eduardo Paes e o deputado federal Pedro Paulo tornaram-se inelegíveis por oito anos. Ambos foram condenados por abuso de poder político-econômico e por conduta vedada a agente público por utilizarem o "Plano Estratégico Visão Rio 500", contratado e pago pela Prefeitura da Cidade do Rio de Janeiro, como parte significativa do plano de governo de Pedro Paulo durante a campanha do deputado para o cargo de prefeito do Rio de Janeiro. Além da inelegibilidade, cada um foi condenado a pagar uma multa de aproximadamente R$ 106,4 mil. A ação, que foi inicialmente rejeitada pelo juízo da 176ª Zona Eleitoral, havia sido proposta pela coligação "Mudar é Possível" (PSOL/PCB) por Marcelo Freixo e Luciana Boiteux. As defesas de Eduardo Paes e de Pedro Paulo alegaram na época que o Plano Estratégico era de domínio público e que sempre esteve acessível a qualquer candidato.
No dia 21 de fevereiro de 2018, os desembargadores do TRE-RJ rejeitaram, por 4 votos a 3, os recursos impetrados pelas defesas de Eduardo Paes e de Pedro Paulo contra a decisão de dezembro do tribunal e mantiveram a inelegibilidade dos dois. No dia 10 de maio de 2018, o ministro Jorge Mussi, do Tribunal Superior Eleitoral (TSE), concedeu liminar suspendendo a validade da decisão judicial que tornou inelegíveis Paes e Pedro Paulo. Em 2021, o TSE derrubou, por unanimidade, a decisão de 2017, por entender que as provas consideradas nas instâncias inferiores se limitaram a notícias sobre o caso.

### Chefs pagos pelo SENAC
Em março de 2018, a Folha de S.Paulo noticiou que dois chefs que trabalharam a serviço de Eduardo Paes durante sua gestão como prefeito do Rio de Janeiro tiveram seus salários pagos pelo SENAC. Contratados pela entidade em fevereiro de 2009, os chefs João Ferretti e Camila Pontes comandavam diariamente a cozinha do Palácio da Cidade durante os dois mandatos de Paes como prefeito. Os nomes de Ferretti e Pontes, no entanto, constam em uma lista de funcionários do SENAC contratados para atender interesses de políticos, funcionários esses chamados de "jabutis". Segundo Julio Cesar Gomes Pedro, ex-diretor do SENAC, a contratação de "jabutis" era parte de troca de favores com autoridades. A prática é semelhante à adotada por Orlando Diniz, ex-presidente do SENAC, junto ao ex-governador fluminense Sérgio Cabral. No caso do governo estadual, a contratação de "jabutis" era usada, segundo a Procuradoria Geral do Estado do Rio de Janeiro, como contrapartida à participação de Diniz em um esquema de lavagem de dinheiro comandado por Cabral.
Segundo Paes, a contratação dos chefs fora oferecida por Orlando Diniz como um apoio institucional e que a presença dos chefs no Palácio da Cidade nunca fora usada por Diniz como argumento para solicitar vantagens pessoais. Já o advogado de Orlando Diniz, André Nascimento, afirmou que a contratação dos chefs tinha como objetivo aumentar a visibilidade do SENAC e criar mais um espaço de intercâmbio entre a entidade e o poder público.

### Cancelamento de empenhos
Após seu 2º mandato como prefeito do Rio de Janeiro, Eduardo Paes foi alvo de uma ação civil pública movida pelo Ministério Público do Estado do Rio de Janeiro (MPRJ) devido ao cancelamento ilegal de empenhos na Prefeitura da Cidade do Rio de Janeiro em dezembro de 2016. De acordo com a ação, protocolada pela 2ª Promotoria de Justiça de Tutela Coletiva da Cidadania, Paes e outras três pessoas teriam cancelado R$ 1.448.080.185,74 em empenhos, que são uma espécie de promessa de pagamento ou reserva de dinheiro para alguma obra ou algum custeio. Segundo o promotor Alberto Camargo, tais empenhos seriam referentes a despesas rotineiras e serviços prestados durante a gestão do ex-prefeito e previstos para serem quitados na gestão seguinte. Os cancelamentos, que teriam ocorrido entre os dias 26 e 30 de dezembro de 2016, teriam acontecido de modo automático por meio de uma matrícula não vinculada, de forma centralizada pela Controladoria Geral do Município, sem análise prévia da ocorrência ou não dos respectivos fatos geradores. O MPRJ, na ação, sustenta que o ato de Eduardo Paes teve impacto direto nas prestadoras de serviços de órgãos municipais, resultando em juros moratórios, correção monetária e multas contratuais. O prejuízo causado aos cofres públicos é estimado em R$ 144.808.018,57, cerca de 10% dos empenhos cancelados. O Ministério Público solicitou à Justiça, em caráter liminar, que os alvos da ação civil público arcassem com o ressarcimento integral dos danos causados ao patrimônio público.
Em 13 de janeiro de 2020, Eduardo Paes foi absolvido pelo Tribunal de Justiça do Estado do Rio de Janeiro (TJRJ) da ação ajuizada pelo MPRJ sobre o cancelamento de empenhos após decisão da juíza Aline Maria Gomes da Costa, que entendeu que o pedido do Ministério Público é improcedente e que não houvera improbidade administrativa. Na sentença, a juíza levou em consideração o fato de que, em 2016, vigorava uma decisão do Tribunal de Contas do Município do Rio de Janeiro (TCM-RJ) segundo a qual somente eram considerados prestados ou entregues os serviços e produtos com a liquidação. Dessa forma, não haveria como se imputar qualquer ilegalidade ou irregularidade às condutas dos réus da ação visto que eles teriam atuado em conformidade com o entendimento jurídico consolidado à época. Em 2017, a assessoria de Paes havia explanado, em nota, que a administração do ex-prefeito havia obedecido o decreto de encerramento de exercício de mandato, que limitava a 31 de outubro de 2016 a emissão de notas de emissão de empenhos, ressalvadas algumas exceções. A nota também dizia que, na segunda quinzena de dezembro de 2016, haviam sido verificadas algumas despesas indevidas que seriam inscritas em restos a pagar, o que contrariava alertas e recomendações do TCM-RJ, e que o cancelamento de empenhos foi uma medida de mera regularização orçamentária, alinhada às boas práticas e ao cumprimento dos limites da Lei de Responsabilidade Fiscal.

### Bloqueio de bens
Em janeiro de 2019, a juíza Ana Helena Mota Lima Valle, da 26ª Vara Criminal do Rio de Janeiro, determinou, de modo cautelar, o bloqueio de até R$ 7,43 milhões de Eduardo Paes e de outras seis pessoas devido a suposta fraude em licitação para serviços de emergência médica durante da Jornada Mundial da Juventude de 2013. De acordo com denúncia feita pelo Ministério Público do Estado do Rio de Janeiro (MPRJ), acatada pela juíza, houvera “conluio entre os denunciados” para que duas empresas ganhassem a licitação dos serviços no valor de R$ 8 milhões. De acordo com a decisão da Justiça, a Prefeitura do Rio de Janeiro teria arcado com tais custos mesmo tendo as empresas já sido contratadas para prestar serviços médicos de unidades de atendimento pré-hospitalar fixo e móvel em três bairros cariocas, sendo eles Copacabana, Glória e Guaratiba.
Segundo o ex-prefeito, o Ministério Público havia entrado com uma ação judicial na época, negada pelo Poder Judiciário, para impedir a prestação dos serviços médicos pela Prefeitura. A Justiça teria dado autorização ao poder público a prestar os serviços e a realizar a licitação. Dias após a realização do evento, o MPRJ teria movido uma nova ação na época, dessa vez de improbidade administrativa, na qual o Tribunal de Justiça do Estado do Rio de Janeiro (TJRJ) teria dado ganho de causa a Eduardo Paes ao considerar que não houvera qualquer ilicitude em suas ações.

### Outras
- Alguns artistas como Dudu Nobre, Diogo Nogueira, Alcione, Buchecha e Monarco, que haviam declarado voto e gravado mensagens de apoio à Eduardo Paes nas eleições de 2012, ocasião em que Paes concorria à reeleição como prefeito do Rio de Janeiro, fizeram shows pagos pela Prefeitura do Rio de Janeiro, sendo que alguns também tiveram seus projetos pessoais patrocinados pelo poder público. Segundo a Riotur, os artistas eram contratados por suas qualidades e não pela relação com o prefeito e com sua campanha.[230]

- Em 2017, uma nota publicada na coluna Radar On-Line afirmava que Eduardo Paes teria matriculado os filhos no Avenues, situado em Nova Iorque e uma das escolas mais caras do mundo.[231] Em vídeo publicado nas redes sociais em novembro de 2017, o político desmentiu a afirmação, alegando que na época estava morando em Washington, D.C. de aluguel e que os filhos estavam matriculados numa escola pública.[232]

- Em agosto de 2017, Eduardo Paes tornou-se réu em uma ação civil pública que o acusava de improbidade administrativa por deixar de cobrar uma dívida de licença ambiental da construtora Fiori Empreendimentos Imobiliários Ltda.. A Prefeitura do Rio de Janeiro, em 2013, não teria cobrado uma dívida de R$ 1,8 milhão relativa à remoção de vegetação exótica durante a construção do Campo de Golfe Olímpico. Como o tributo devido fora pago pela Fiori em dezembro de 2016, a ação foi indeferida liminarmente em fevereiro de 2018 por desembargadores da 5ª Câmara Cível. O ex-prefeito Eduardo Paes também é investigado pela concessão excessiva de benefícios urbanísticos à construtora Fiori como contrapartida pela construção do Campo de Golfe Olímpico.[a]

- No dia 14 de novembro de 2017, a procuradora-geral da República, Raquel Dodge, apresentou ao STF denúncia contra Eduardo Paes e Pedro Paulo. Segundo a PGR, os dois teriam sido flagrados fazendo carreata nas zonas norte e oeste do Rio de Janeiro no dia do 1º turno das eleições municipais de 2016, ocasião em que Pedro Paulo concorria ao cargo de prefeito. A carreata fora fotografada por diversas pessoas e divulgada em matérias jornalísticas. Os registros mostram a dupla em um carro aberto acenando para eleitores.[233] No entanto, em maio de 2018, a Primeira Turma do Supremo Tribunal Federal rejeitou a denúncia ao considerar que não havia elementos suficientes que comprovassem a realização da carreata.[234]

- Em decisão da 8ª Vara da Fazenda Pública, obtida em 5 de dezembro de 2017, Eduardo Paes e Rafael Picciani, ex-secretário municipal de transportes, foram multados em R$ 200 mil cada um por não terem adotado medidas efetivas para a climatização de 100% da frota de ônibus da cidade do Rio de Janeiro até dezembro de 2016, compromisso este firmado anteriormente pelo ex-prefeito. A ação havia sido impetrada pelo Grupo de Atuação Especializada em Meio Ambiente do Ministério Público do Estado do Rio de Janeiro (Gaema/MPRJ).[235] Alguns dias antes, o MPRJ havia obtido uma decisão que obrigava a Prefeitura do Rio a pagar R$ 5 milhões de multa por conta da falta de climatização dos ônibus. Segundo o Ministério Público, a destinação da multa será o Fundo de Direitos Difusos. Em nota, Eduardo Paes afirma que irá recorrer da decisão da Justiça e alega que o contrato de concessão das linhas de ônibus, firmado em 2010, não obrigava os veículos a terem ar condicionado.[236]